# Osmia diomedia
Osmia diomedia är en biart som beskrevs av Warncke 1988. Osmia diomedia ingår i släktet murarbin, och familjen buksamlarbin. Inga underarter finns listade i Catalogue of Life.